# María Aránzazu Sarasola Ormazábal
María Aránzazu Sarasola Ormazábal (Guipúscoa, 23 d'octubre de 1949) és una empresària i editora espanyola, coneguda per ser vicepresidenta de Prensa Ibérica.
Filla de l'enginyer guipuscoà Andoni Sarasola Martínez, María Aránzazu Sarasola està casada amb el cèlebre empresari saragossà Francisco Javier Moll de Miguel. La trajectòria als mitjans de la família Moll Sarasola començà el 1978, any de la fundació d'Editorial Prensa Canaria. El 1984, a la subhasta de Mitjans de Comunicació Social de l'Estat, el seu grup empresarial va destacar com un dels principals referents a la premsa regional i local a Espanya. María Aránzazu Sarasola és la vicepresidenta de Prensa Ibérica, editorial que va consolidar el seu lideratge en el periodisme de proximitat el 2019, quan fou adquirit el Grupo Zeta.